# PortableApps.com
 PortableApps.com è un sito web che offre software per Windows, appositamente modificato per la portabilità. Queste applicazioni portatili possono essere utilizzate da supporti rimovibili come unità flash USB. I dati dell'utente sono archiviati in una cartella, che consente all'utente di aggiornare o spostare le applicazioni senza influire sui dati. Per rimuovere il software è sufficiente eliminare la cartella principale.
Il sito è stato fondato da John T. Haller e da contributi di oltre 100 persone, tra cui sviluppatori, designer e traduttori.

## Storia
Il progetto è iniziato con una versione portatile di Mozilla Firefox nel marzo 2004. John T. Haller ha poi ampliato il progetto includendo Mozilla Thunderbird e OpenOffice.org. Dopo poco tempo, tutti i software open source portatili sono stati trasferiti dal sito web personale di Haller a quello della comunità, PortableApps.com. Il sito ospita vari progetti creati dai membri del forum. Il sito viene utilizzato anche per segnalazioni di bug e suggerimenti. Alcune distribuzioni di PortableApps sono ospitate su SourceForge.

## Formato
I PortableApps.com Installer sono progettati per facilitare l'aggiunta dei software al menu PortableApps.com Platform e seguono la convenzione di utilizzare i nomi dei file terminanti con l'estensione .paf.exe. Tali archivi autoestraenti includono documentazione HTML e dati di archiviazione nella cartella Data, consentendo semplici backup dei dati con lo strumento PortableApps.com Backup.
Gli eseguibili destinati all'uso con il menu PortableApps.com, chiamati launcher, sono generati con NSIS.
La maggior parte delle applicazioni possono essere eseguite da Windows 2000 in poi. Molte applicazioni possono essere eseguite anche con Wine su sistemi operativi Unix-like. Le versioni più datate di molte applicazioni supportano Windows 95/98/Me, mentre le più recenti no.

## PortableApps.com Launcher
Il PortableApps.com Launcher (noto anche come PAL) viene utilizzato per rendere portatile qualunque applicazione gestendo il reindirizzamento dei percorsi, le modifiche alle variabili di ambiente, lo spostamento dei file e delle cartelle, gli aggiornamenti dei percorsi dei file di configurazione e modifiche simili. PortableApps.com Launcher, tramite l'ausilio di NSIS, consente di rendere portatile un software senza la necessità di scrivere righe di codice o apportare modifiche all'applicazione di base. Alcuni dei pacchetti software rilasciati su PortableApps.com utilizzano ancora i propri eseguibili personalizzati. PortableApps.com Launcher viene utilizzato in tutte le nuove app rilasciate.

## PortableApps.com Platform
La PortableApps.com Platform non è richiesta per eseguire app portatili, ma è disponibile per fornire un'esperienza più integrata e completa. Le caratteristiche includono:
- Il menu con le app portatili installate
- Cartella delle app per trovare e installare nuove app.
- Funzioni di ricerca per l'unità flash USB.
- Uno strumento di aggiornamento per mantenere aggiornate le app installate
- Font portatili
- Strumenti di backup